# Canarium luzonicum
Canarium luzonicum (Engels: Manila elemi) is een soort uit de familie Burseraceae. Het is een grote groenblijvende boom die een maximale groeihoogte kan bereiken van 30 meter. De bladeren zijn afwisselend en geveerd. De geurige bloemen zijn groenachtige tot crèmekleurig en groeien in pluimen. Hieruit groeit een noot met een dikke schil en een eetbare oliehoudende pit. De boom levert een hars, elemi geheten.
De soort komt voor in de Filipijnen. Hij groeit daar op de eilanden Luzon, Alabat, Mindoro, Ticao, Masbate en Bohol. De boom groeit in tropische regenwouden in laaglandgebieden. Naast de lagere gebieden kan de boom ook in gebieden op middelbare hoogte voorkomen.  
De zoetsmakende noten zijn eetbaar en worden verwerkt in snoepgoed en ijs. Uit de pitten wordt een zoete olie gewonnen, die gebruikt wordt bij het bereiden van voedsel. Verder wordt er een olieachtige hars uit de boom gewonnen, door insnijdingen te maken in de schors. Het is een zachte en geurige hars, die bleekgeel tot groenachtig van kleur is. De  hars heeft een honingachtige consistentie met een geur die doet denken aan dennen en limoen. Uit deze hars wordt een etherische olie gewonnen door distillatie. De hars wordt gebruikt voor medicinale doeleinden, in parfums, vernis en inkt.
De soort staat op de Rode Lijst van de IUCN geklasseerd als 'gevoelig'.